# Satu Nou (Urechești), Bacău
Satu Nou este un sat în comuna Urechești din județul Bacău, Moldova, România.